# میلونیتسه (ناحیه بلانسکو)
میلونیتسه (به چکی: Milonice) یک منطقهٔ مسکونی در جمهوری چک است که در ناحیه بلانسکو واقع شده‌است. میلونیتسه ۲٫۵۸ کیلومتر مربع مساحت و ۱۸۲ نفر جمعیت دارد و ۳۶۵ متر بالاتر از سطح دریا واقع شده‌است.